# Rabah Donquishoot
Rabah Ourrad, connu sous le pseudonyme de Rabah Donquishoot, est un rappeur et chef cuisinier algérien. Actif depuis les années 1990, il est reconnu pour son engagement social et politique dans le groupe de rap  MBS (Le Micro Brise le Silence) et pour ses projets solo. À côté de la musique, il s’illustre également dans le domaine culinaire,.

## Biographie
Originaire d'Algérie, Rabah Ourrad rejoint la scène underground dans les années 1990. Il intègre le groupe  MBS, un collectif du rap algérien, et s’impose rapidement par ses textes engagés selon le journal RFI, traitant des enjeux sociaux et politiques du pays. Sa musique reflète le malaise de la jeunesse algérienne et porte un message de contestation contre l’injustice.
En parallèle à sa carrière musicale, Rabah Ourrad poursuit une passion pour la cuisine et devient chef cuisinier. Il conçoit la cuisine comme une combinaison d’art, de culture et de science, utilisant ses plats pour transmettre des valeurs et raconter des histoires.

## Discographie solo
Après avoir acquis une notoriété avec le groupe MBS, Rabah Donquishoot entame une carrière solo et sort plusieurs albums dans lesquels il explore des thèmes personnels et sociaux, toujours avec un style percutant et poétique.
- 2002: Djabha gagnant
- 2003: Galouli
- 2004: Rabah president
- 2009: Dernier cri
- 2015: Psychotrip

Ces albums renforcent son influence sur la scène du rap algérien et montrent une continuité dans son engagement artistique.

## Influence et héritage
Rabah Donquishoot reste une figure du rap algérien et une voix pour la jeunesse. Sa dualité en tant que musicien et chef cuisinier souligne son engagement à repousser les frontières artistiques et à refléter la société dans toute sa complexité,.